# NGC 7323
NGC 7323 ist eine Spiralgalaxie vom Hubble-Typ Sb im Sternbild Pegasus am Nordsternhimmel. Sie ist schätzungsweise 259 Millionen Lichtjahre von der Milchstraße entfernt.
Das Objekt wurde am 13. September 1863 von Albert Marth entdeckt.